# La Voie du Bouddha
La Voie du Bouddha est à la fois un ouvrage d'introduction générale au cheminement spirituel et un manuel à l'usage des étudiants et pratiquants du bouddhisme, écrit par Kyabjé Kalou Rinpoché.
C'est un ouvrage donnant une vue globale de la tradition yogique du bouddhisme tibétain et sa pratique. Il comporte une préface du 14e dalaï-lama.

## Présentation générale de l'ouvrage
La Voie du Bouddha est une anthologie qui regroupe les principaux enseignements de Kyabjé Kalou Rinpoché. Ils ont été collectés entre 1968, date de la rencontre en Inde entre Kalou Rinpoché et Denys Rinpoché, et 1989, année de la mort de Kalou Rinpoché.
Ses sources sont multiples : des notes personnelles de Kalou Rinpoché prises au monastère de Sonada avant 1974, un livre écrit par Kalou Rinpoché, et des transcriptions d'enseignements publics donnés en Occident.
Denys Rinpoché avait très tôt soumis l'idée de cette anthologie à Kalou Rinpoché, et reçut de lui sa pleine approbation et bénédiction. Cependant, l'ampleur du travail et la multiplicité des activités dont Kalou Rinpoché avait la charge, retardèrent sa concrétisation. L'ouvrage parut donc en 1993 après une dizaine d'années de travail alors que Kalou Rinpoché n'était plus là physiquement. Le livre fut ainsi une façon - et il l'est encore aujourd'hui - de contribuer à perpétuer sa présence et son influence spirituelle.

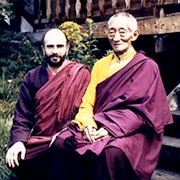
Kalou Rinpoché et Denys Rinpoché à l'Institut Karmaling en Savoie

À partir du compendium de la tradition tibétaine que représente La Voie du Bouddha, Denys Rinpoché a développé au sein du Sangha Rimay un cycle de transmission complet du même nom reliant les enseignements fondamentaux du dharma à l'expérience directe de la vie quotidienne.

## Les caractéristiques deLa Voie du Bouddha
Dès la première édition, l'objectif de ce livre était double : être une introduction générale au dharma accessible à un large public non spécialisé mais aussi un ouvrage didactique de référence à destination des étudiants de Kalou Rinpoché. Il faut imaginer qu'au moment où démarre le projet, bien avant la première parution, les étudiants disposaient de beaucoup moins d'enseignements écrits et de supports d'étude que ceux d'aujourd'hui.
Le plan adopté fut celui le plus souvent suivi par Kalou Rinpoché lors de ses enseignements publics :
- L'introduction évoque dans un esprit rimé l'unité des différentes traditions spirituelles et s'achève avec la présentation générale du dharma comme science de l'intériorité.
- La 1re partie présente l'esprit - sa nature et ses voiles-, le karma, le samsâra, puis les transformations de l'esprit au cours des bardos. Elle se termine par le caractère précieux de l'existence humaine et l'urgence de la pratique spirituelle.
- La 2e partie expose la voie de libération et ses différentes approches : le hînayâna, le mahâyâna, le vajrayâna et la voie immédiate de libération avec Mahâmudrâ et Dzogchen.
- La 3e partie est consacrée à la pratique du dharma dans la vie quotidienne. Elle se termine par une postface présentant La Voie du Bouddha comme manuel d'étude.

## La Voie du Bouddhacomme manuel d'étude
La Voie du Bouddha donne une vue globale de l'ensemble la tradition yogique tibétaine et de sa pratique. L’ensemble des définitions des notions clefs constitue une sorte de synthèse de l’enseignement de Kalou Rinpoché.